# Amata bicolor
Amata bicolor  là một loài bướm đêm thuộc chi Amata (or Syntomis) trong phân họ Arctiinae, họ Erebidae ("gấu wooly" hay "bướm đêm hổ").